# Bleiche (Nuthe-Urstromtal)
Bleiche ist ein Wohnplatz der Gemeinde Nuthe-Urstromtal im Landkreis Teltow-Fläming in Brandenburg.

## Geografische Lage
Der Wohnplatz liegt rund 910 Meter südlich des Ortsteils Woltersdorf. Nordwestlich befindet sich der weitere Wohnplatz Walkmühle, östlich fließt das Steinerfließ von Südosten kommend in nordwestlicher Richtung vorbei.

## Geschichte
Die Bleiche erschien erstmals im Jahr 1837 im Zusammenhang mit der Walkmühle als Etablissement zu Luckenwalde gehörig. In der Mühle und Bleiche wohnten zu dieser Zeit 68 Personen. Im Jahr 1871 wurde die Personenzahl für die Bleiche mit 10 angegeben. Der Wohnplatz wurde 1891 als Woltersdorfer Bleiche bezeichnet und 1905 als Wohnplatz Bleiche geführt, in der 13 Personen lebten. Im Jahr 1925 waren es 14.